# 大阪府立大學

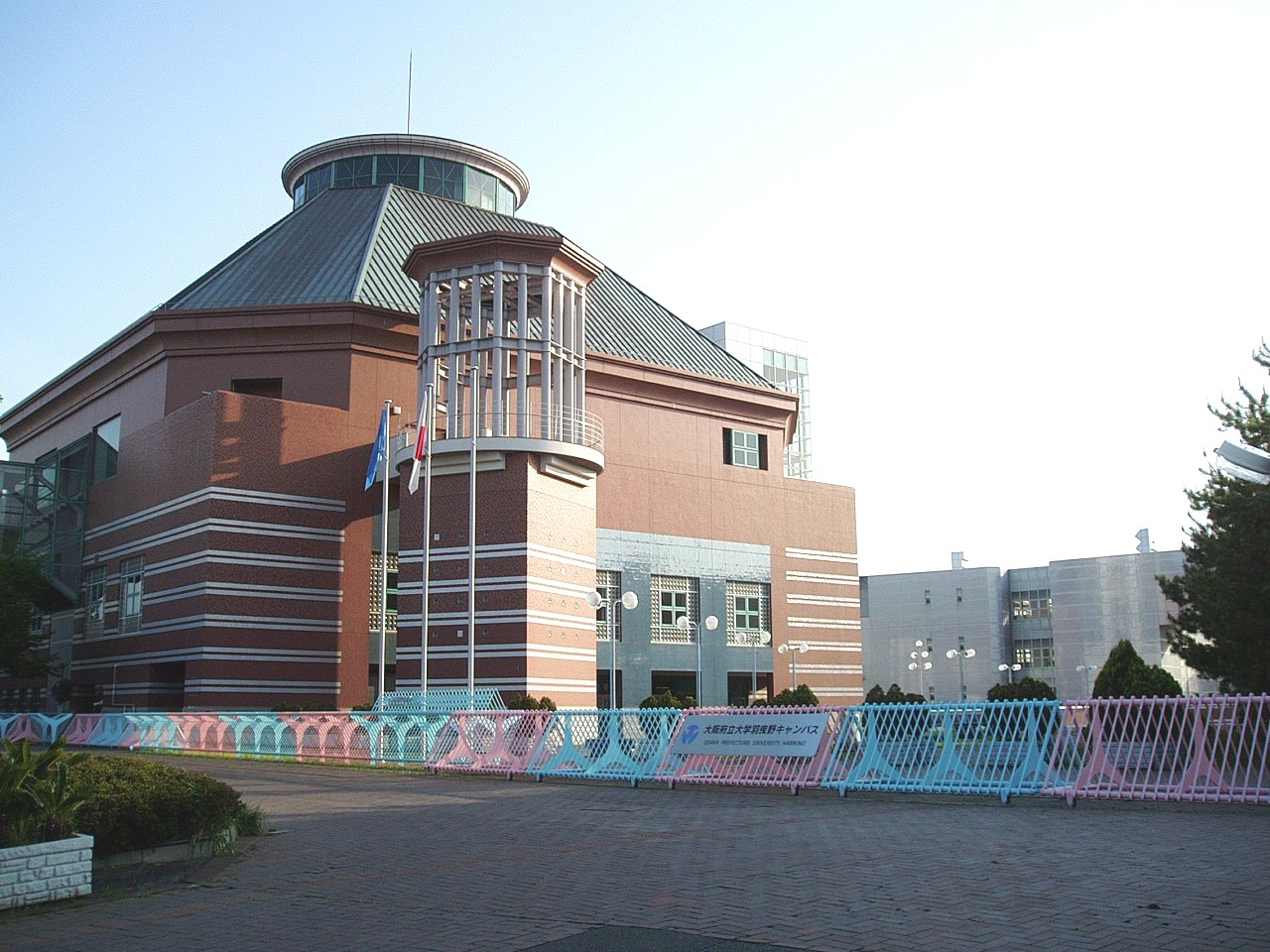
羽曳野校區

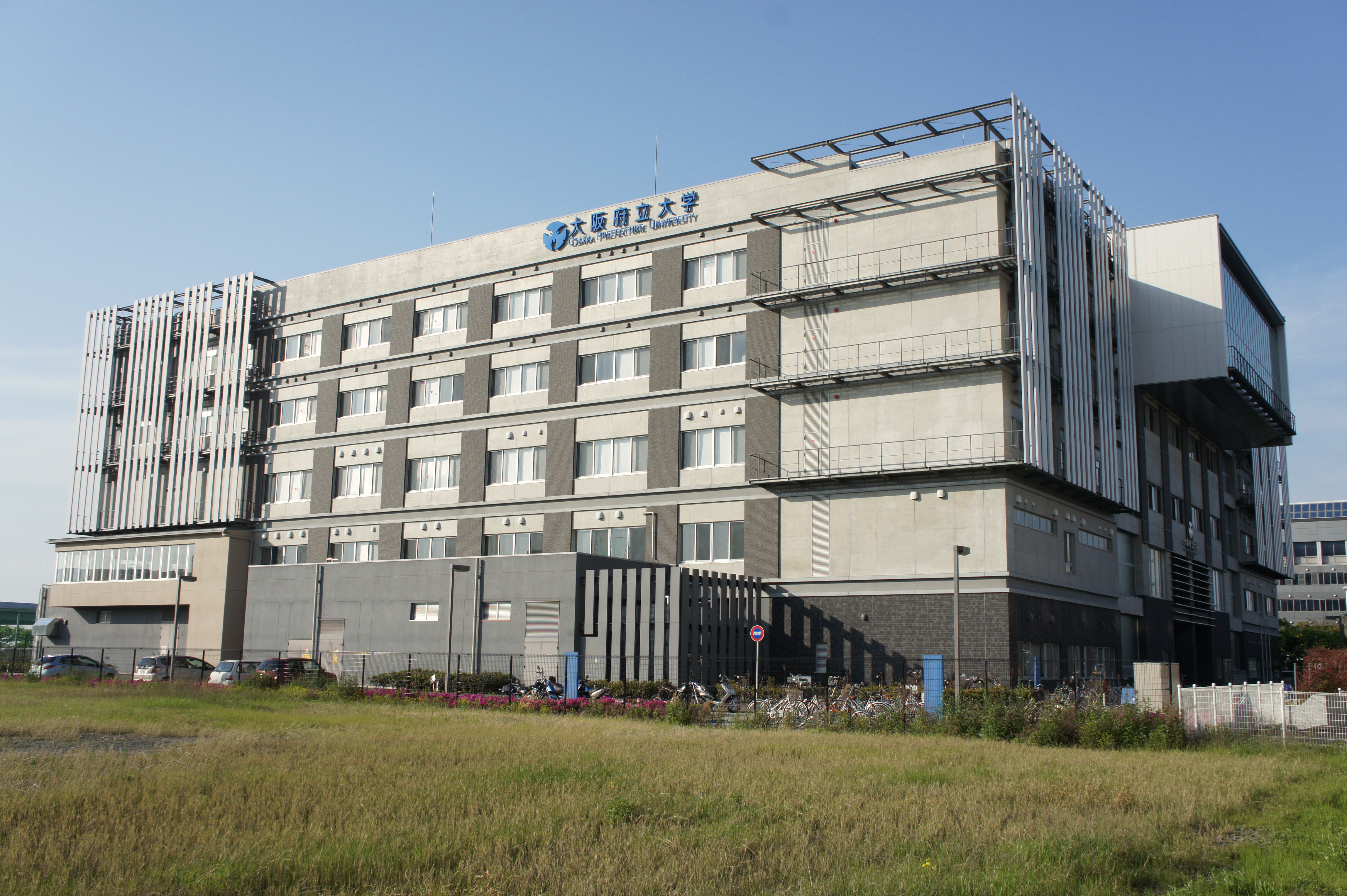
位於泉佐野市的校區

大阪府立大學（日语：／ Ōsaka furitsu daigaku），簡稱府大，是主校區位於日本大阪府堺市的一所大型公立大學。除去堺市以外，還在大阪府羽曳野市、泉佐野市擁有兩個校區。
該大學在2005年由旧大阪府立大学、大阪女子大學、大阪府立看護大學合併成立。現是日本最大的公立大學之一。

## 歷史
其歷史最早可以追溯到1883年在大阪府立大阪医学校（現在的大阪大學）中成立的獸醫學講習所，此講習所在幾十年後與其他幾所教育機構發展成為1949年的浪速大學，1955年改名大阪府立大學，是為舊大阪府立大學。
隨著大阪都構想的推進，府大也有與大阪市立大學合併的計畫，兩校於2015年2月共同提出了『「新・公立大学」大阪模型（基本構想）』。兩所大學於2022年合併為大阪公立大學。

## 學術
Nigel Ward 日本大學排名：第24名（研究經費·論文引用率·入學難易度·聲望）

## 知名校友
- 東野圭吾 - 推理小說作家,「江戶川亂步獎」,「直木三十五獎」獲獎

## 外部連結
- 官方网站 （简体中文）

34°32′52″N 135°30′27″E / 34.54778°N 135.50750°E